# Ủy ban Kiến thiết Xã hội Đại hội Đại biểu Nhân dân Toàn quốc
Ủy ban Kiến thiết Xã hội Đại hội Đại biểu Nhân dân Toàn quốc (tiếng Trung: 全国人民代表大会社会建设委员会; Hán-Việt: Toàn quốc Nhân dân Đại biểu Đại hội Xã hội Kiến thiết Ủy viên hội; bính âm: Quánguó Rénmín Dàibiǎo Dàhuì Shèhuì Jiànshè Wěiyuánhuì), là một trong mười ủy ban chuyên môn của Đại hội Đại biểu Nhân dân Toàn quốc (Nhân Đại Toàn quốc), cơ quan quyền lực nhà nước cao nhất của Cộng hòa Nhân dân Trung Hoa. Ủy ban chuyên môn này được thành lập vào ngày 13 tháng 3 năm 2018, theo kế hoạch nhằm tăng cường cải cách thể chế đảng và nhà nước.

## Chủ nhiệm
| Nhân Đại Toàn quốc                            | Chủ nhiệm     |
| --------------------------------------------- | ------------- |
| Đại hội Đại biểu Nhân dân Toàn quốc khóa XIII | Hà Nghị Đình  |
| Đại hội Đại biểu Nhân dân Toàn quốc khóa XIV  | Dương Chấn Vũ |